# ラッドゥーザ
ラッドゥーザ（イタリア語: Raddusa）は、イタリア共和国シチリア州カターニア県にある、人口約3,000人の基礎自治体（コムーネ）。

## 地理

### 位置・広がり

#### 隣接コムーネ
隣接するコムーネは以下の通り。括弧内のENはエンナ県所属を示す。
- アイドーネ (EN)
- アッソロ (EN)
- ピアッツァ・アルメリーナ (EN)
- カステル・ディ・ユーディカ
- ラマッカ